# Une mort sans nom
Une mort sans nom  (From Potter's Field, dans l'édition originale en anglais) est un roman policier et thriller américain de Patricia Cornwell publié en 1995. C'est le sixième roman de la série mettant en scène le personnage de Kay Scarpetta. Il porte en épigraphe une citation de la Genèse concernant le fratricide de Caïn.

## Résumé
Déguisé en père Noël, un shérif abat un dealer de dix-sept ans, quasiment sous les yeux du docteur Scarpetta. Puis le cadavre d'une jeune femme est retrouvé nu dans la neige à Central Park. Seule sa dentition pourrait permettre de l'identifier, mais tout fait penser qu'il s'agit d'un nouveau crime de Temple Gault. Kay Scarpetta est donc appelée à New-York : pas de Noël  en famille... Pour compliquer encore la situation, Lucy, la nièce de Kay, découvre que le tueur insaisissable s'est introduit dans le logiciel CAIN qu'elle développe pour le FBI.

## Problèmes de traduction
L'édition française de 1996, traduite par Hélène Narbonne, présente d'étranges erreurs. Page 180, "une boîte de hanches pour saxophone", la confusion entre hanche et anche étant répétée pp. 136 et 137. Plus surprenant encore de la part d'une scientifique, l'étude d'une semelle de ranger (p. 246) fait état de "la zone correspondant à l'éminence métacarpienne", confondant ainsi le pied et la main... À côté de ces erreurs manifestes, certains termes, sans être des impropriétés, donnent une saveur particulière au français utilisé : "une paire de pantalons", "la baie" (pour le pare-brise), le désuet "havresac" ou le "flageolet" pour la petite flûte à bec.

## Rééditions
- Le Livre de poche en 1997  (ISBN 9782253076995) et 2007  (ISBN 9782253114109)